# Xie Fei (Politikerin)
Xie Fei (chinesisch 謝飛 / 谢飞, Pinyin Xiè Fēi; * 3. Februar 1913 in Wenchang; † 14. Februar 2013 in Peking) war eine chinesische Politikerin. Sie war die dritte Ehefrau von Liu Shaoqi, dem Staatspräsidenten der Volksrepublik China von 1959 bis 1968.
Xie Fei nahm 1934 am Langen Marsch teil und war wegen Liu Shaoqi während der Kulturrevolution von 1968 bis 1973 inhaftiert. Sie war Vizepräsidentin der People’s Public Security University of China (中国人民公安大学).